# 1139
Évszázadok: 11. század – 12. század – 13. század
Évtizedek: 1080-as évek – 1090-es évek – 1100-as évek – 1110-es évek – 1120-as évek – 1130-as évek – 1140-es évek – 1150-es évek – 1160-as évek – 1170-es évek – 1180-as évek
Évek: 1134 – 1135 – 1136 – 1137 –  1138 – 1139 – 1140 – 1141 – 1142 – 1143 – 1144

## Események
- április – A második lateráni zsinat.[1]
- július 28. – I. Alfonz portugál király trónra lépése.[2] Ő az első, aki a portugál királyi címet viseli (1112-óta Portugália grófja, de 1128-ig Kasztíliai Teréz kormányzott helyette).
- II. Béla sereggel segíti II. Jaropolk kijevi nagyfejedelmet lázadó rokonaival szemben.

## Születések
- Konoe japán császár

## Halálozások
- október 20. – X. Henrik bajor herceg (* 1108)